# Lea Lublin
Lea Lublin (Brest, Polonia, 9 de octubre de 1929 - París, Francia, 28 de noviembre de 1999) fue una artista plástica, profesora de dibujo y pintura polaca. Comenzó a trabajar en la entonces Academia de Nacional de Bellas Artes en 1949. Estudió en la Universidad de París, donde también se desempeñó como docente a partir de 1977. Entre 1984 y 1985 obtuvo una beca de la Fundación Solomon R. Guggenheim. Falleció en París en 1999. Sus restos fueron sepultados en el Cementerio del Père-Lachaise.